# Maria Oltea
Maria Oltea (n. 1405-1407 – d. 1464)  cunoscută și sub numele de Doamna Oltea a fost mama lui Ștefan cel Mare, fiind înmormântată la Mănăstirea Probota. 

## Biografie
Nu se știe cu certitudine dacă a fost sau nu oficial soția domnitorului Bogdan al II-lea, tatăl lui Ștefan. În lucrarea Princeps Omni Laude Maior. O istorie a lui Ștefan cel Mare istoricul Ștefan Gorovei scrie că „este foarte probabil că Oltea nu a fost soție legiuită a lui Bogdan al II-lea și, prin urmare, nici doamnă a Moldovei”. De asemenea, în lucrarea „România cum era pînă la 1918”, Nicolae Iorga o descrie pe mama lui Ștefan Cel Mare astfel: „n-a fost soție de domn, dar din iubirea ei cu un domn viteaz a dat naștere, într-un ceas fericit, lui Ștefan Vodă cel Mare, mîntuitorul”. Anumite izvoare istorice presupun că toți cei cinci copii ai Mariei Oltea provin dintr-o relație precendentă celei avute cu domnitorul Bogdan al II-lea.

## Moartea
Reușind să fugă din Moldova în 1451 pentru a-și salva viața, după ce Bogdan al II-lea a fost omorât, Maria Oltea s-a călugărit. A decedat în 4 noiembrie 1464, la vârsta de 54-57 de ani. Maria a fost îngropată în județul Suceava, la Mânăstirea Probota. Piatra ei funerară a fost descoperită de arheologi la începutul secolului XX, având inscripționat mesajul „Roaba lui Dumnezeu Oltea, mama domnului Ștefan Voievod, a murit la anul 6973 (1464), noiembrie 4”.